# 앙카라 지하철
앙카라 지하철(튀르키예어: Ankara Metrosu)은 튀르키예 앙카라의 지하철이다. 현재 앙카라에는 경전철인 앙카라이와 M1(Batıkent Metrosu)과 2014년에 개통한 M2(Çayyolu Metrosu), M3(Törekent Metrosu)가 운행중이다. 2013년 앙카라이와 M1은 8,940만명을 수송했고, 이는 하루 약 244,930명을 수송한 것이었다.
크즐라이와 케치외렌(Keçiören)을 잇는 M4도 2017년 6월에 개통했다. 크즐라이역과 아타튀르크 문화센터역을 잇는 M4의 구간은 현재 건설중이다,
또한, 크즐라이와 에센보아 국제공항을 연결하는 노선도 계획되어 있다.

## 역사

### 앙카라이
튀르키예어로 앙카라 철도를 의미하는 앙카라이(튀르키예어: Ankaray)는 경전철로 앙카라의 첫 번째 도시철도 노선이었다. 앙카라이는 지멘스 AG 컨소시엄이 1992년부터 1996년까지 공사를 진행했다. 아쉬티(AŞTİ)와 디키메비를 연결하는 노선으로 8.53km이고, 이 중 6.68km는 지하로 다닌다. 현재 11개역이 있다.

### 앙카라 메트로
앙카라 M1은 1997년 12월 29일 개통되었으며, 크즐라이에서 바트켄트까지 연결한다.
M2는 2014년 2월 12일에 개통됐으며, 크즐라이에서 코루를 연결한다. M3는 2014년 3월 13일에 개통했으며, 바트켄트와 퇴레켄트를 연결한다. M3는 M1의 연장노선이라고 볼 수 있다.
가지노역과 아타튀르크 문화센터역을 잇는 M4는 2017년 6월 5일 개통했다.

## 운행노선

### 노선
| 노선명            | 루트                                                                       | 운행년도 | 길이                | 역 수 |
| ----------------- | -------------------------------------------------------------------------- | -------- | ------------------- | ----- |
| 앙카라이(Ankaray) | 디키메비(Dikimevi) ↔ 아쉬티(AŞTİ ,Ankara Şehirlerarası Terminal İşletmesi) | 1996     | 8.53 km (5.30 mi)   | 11    |
| M1                | 크즐라이(Kızılay) ↔ 바트켄트(Batıkent)                                     | 1997     | 14.66 km (9.11 mi)  | 12    |
| M2                | 크즐라이(Kızılay) ↔ 코루(Koru)                                             | 2014     | 16.59 km (10.31 mi) | 11    |
| M3                | 바트켄트(Batıkent) ↔ 퇴레켄트(Törekent)                                    | 2014     | 15.36 km (9.54 mi)  | 11    |
| M4                | 아타튀르크 문화센터(Atatürk Cultural Center) ↔ 가지노(Gazino)              | 2017     | 9.22 km (5.73 mi)   | 9     |
| 총:               | 총:                                                                        | 총:      | 64.36 km (39.99 mi) | 56    |

### 현재 운행역

#### 앙카라이(Ankaray)
- 디키메비(Dikimevi)
- 쿠르투루쉬(Kurtuluş) (환승 : 신잔-카야쉬선)
- 콜레지(Kolej)
- 크즐라이(Kızılay) (환승 : M1, M2)
- 데미르테페(Demirtepe)
- 말테페(Maltepe)
- 탄도안(Tandoğan)
- 베쉐브레르(Beşevler)
- 바흐체리에브레르(Bahçelievler)
- 에멕(Emek)
- 아쉬티(AŞTİ)
- 쇠위퇴쥐(Söğütözü) (환승 : M2) - 건설 중(2015년 말 완공 예정)

#### M1
- 크즐라이(Kızılay) (환승 : M2, 앙카라이)
- 스히예(Sıhhiye) (환승 : 신잔-카야쉬선)
- 울루스(Ulus)
- 퀼튀르 메르케지(Kültür Merkezi, 아타튀르크 문화원)
- 아크쾨프뤼(Akköprü)
- 이베딕(İvedik)
- 예니마할레(Yenimahalle) (환승 : 신잔-카야쉬선)
- 데메테브레르(Demetevler)
- 하스타네(Hastane)
- 마준쾨이(Macunköy)
- 오스팀(Ostim)
- 바트켄트(Batıkent) (환승 : M3)

#### M2
- 크즐라이(Kızılay) (환승 : M1, 앙카라이)
- 네자티베이(Necatibey)
- 밀리 퀴튑하네(Milli Kütüphane)
- 쇠위퇴쥐(Söğütözü) (환승 : 앙카라이)
- 마덴 테크닉 베 아라마(Maden Teknik ve Arama)
- 오르타 도우 테크닉 유니버시테시(Orta Doğu Teknik Üniversitesi, 중동 공과대학교)
- 빌켄트(Bilkent)
- 쾨이 히즈멧레리(Köy Hizmetleri)
- 베이테페(Beytepe)
- 위미트쾨이(Ümitköy)
- 차이욜루 1(Çayyolu 1)
- 코루(Koru)

### M3
- 바트켄트(Batıkent) (환승 : M1)
- 바티 메르케즈(Bati Merkez)
- 메사(Mesa)
- 보타닉(Botanik)
- 이스탄불 욜루(Istanbul Yolu)
- 에르야만 1-2(Eryaman 1-2)
- 에르야만 5(Eryaman 5)
- 데브렛 마흐.(Devlet Mah.)
- 하리카라르 디야리(Harikalar Diyari)
- 파티흐(Fatih)
- GOP(GOP)
- OSB-퇴레켄트(OSB-Törekent)

### M4(케치외렌선)
- 크즐라이(Kızılay (공사중 - 2019년말 개통 예정) (환승: M1, M2, 앙카라이))
- 아드리예(Adliye (공사중 - 2019년말 개통 예정))
- 앙카라고속철도역 (TCDD Hızlı Tren Garı (공사중 - 2019년말 개통 예정))
- 아타튀르크 문화 센터(Atatürk Kültür Merkezi)
- 아쉬키(ASKİ)
- 드쉬카프(Dışkapı)
- 메트로로지(Meteroloji)
- 벨레디예(Belediye)
- 메시디예(Mecidiye)
- 쿠유바쉬(Kuyubaşı)
- 두트룩(Dutluk)
- 가지노(Gazino)

## 사진

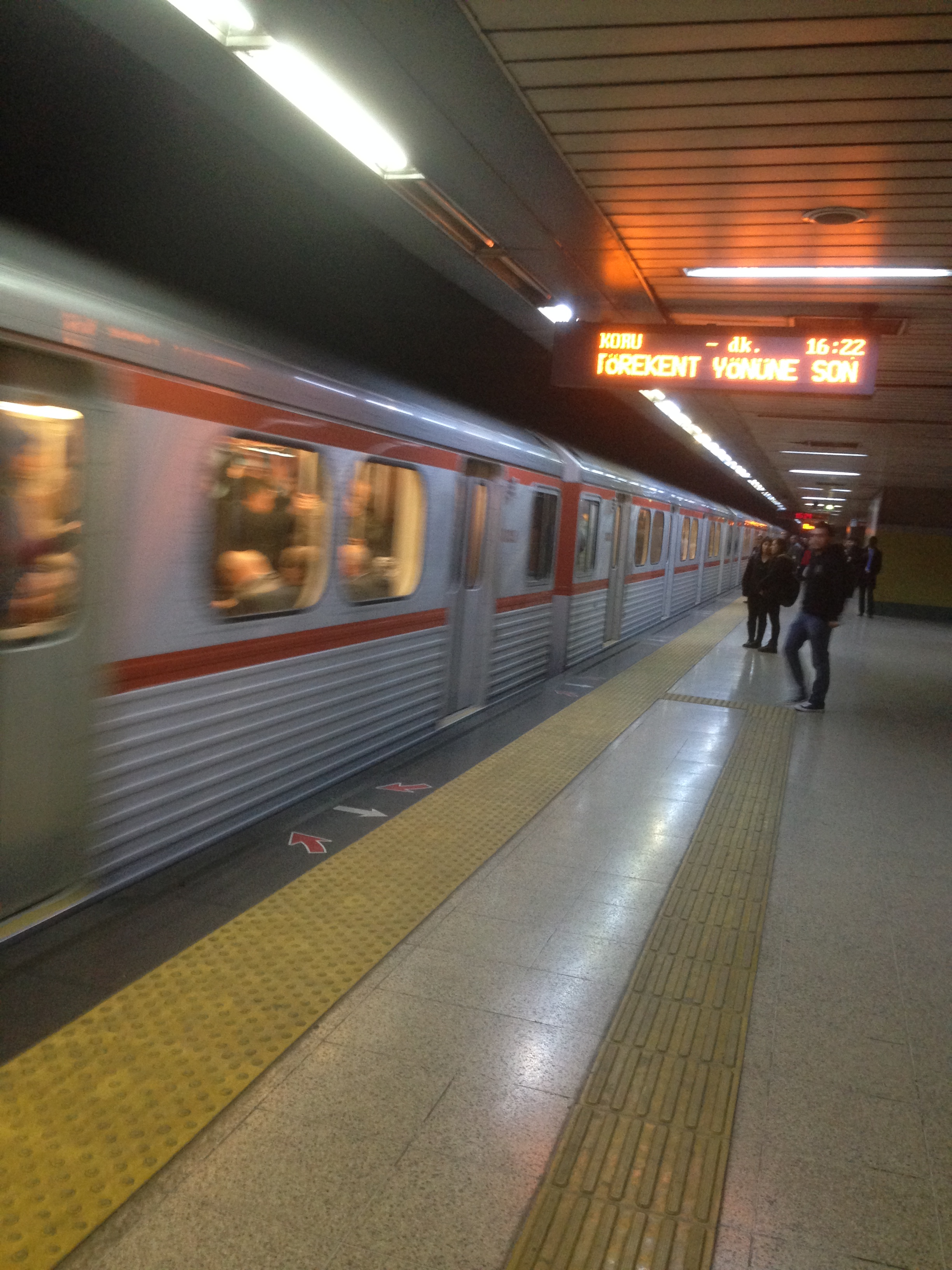
바트켄트역
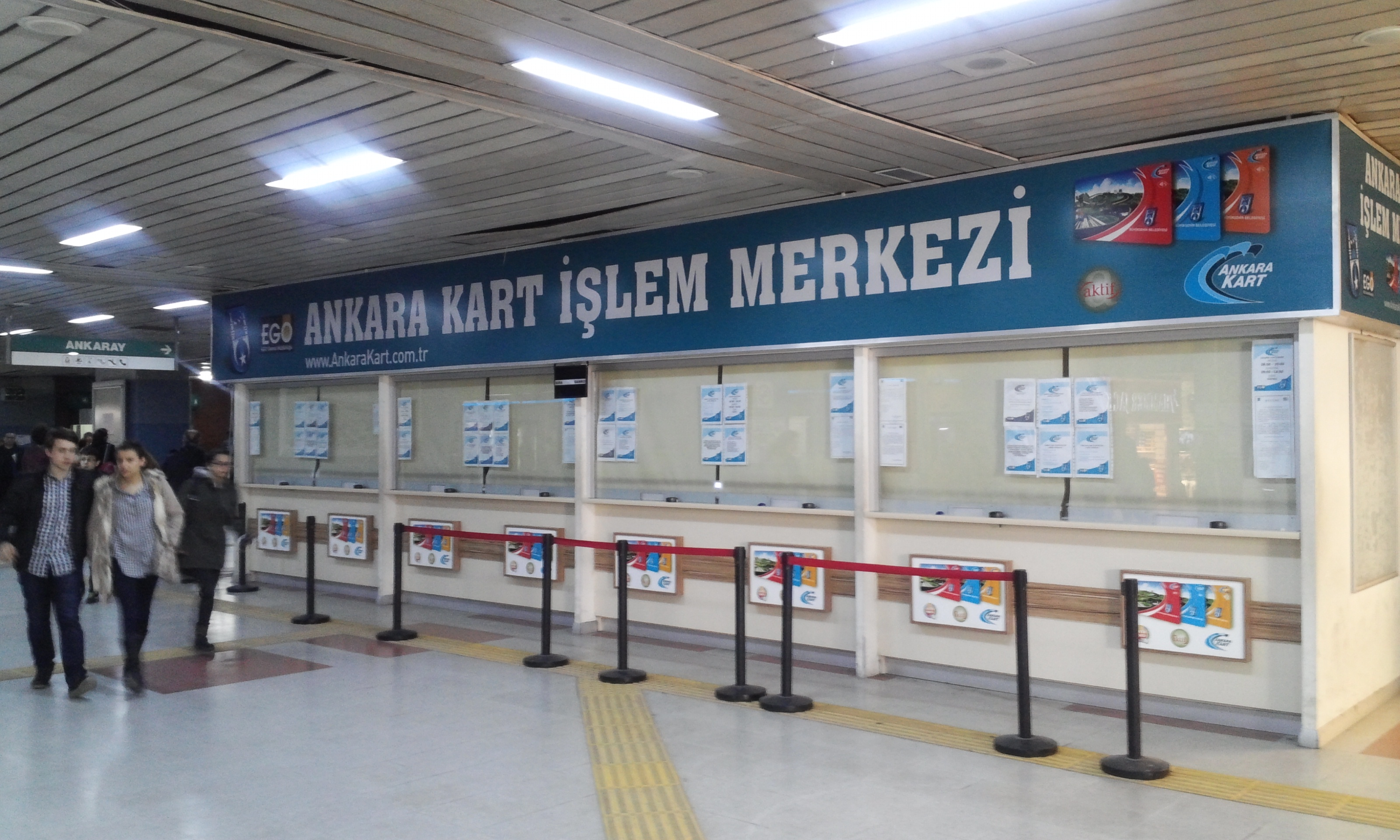
2015년 3월 크즐라이역의 앙카라카트(교통카드) 충전소
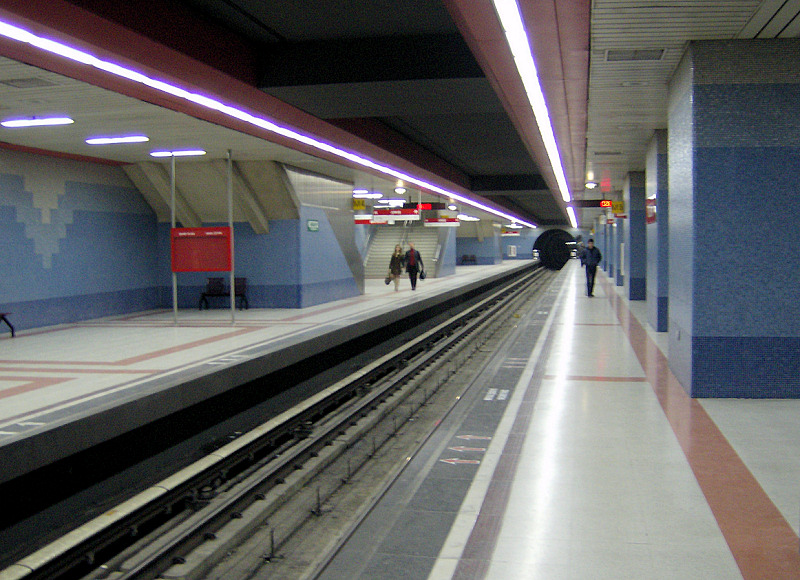
크즐라이역